# Cooper's Camp
Cooper's Camp è una città dell'India di 17.755 abitanti, situata nel distretto di Nadia, nello stato federato del Bengala Occidentale. In base al numero di abitanti la città rientra nella classe IV (da 10.000 a 19.999 persone).

## Geografia fisica
La città è situata a 23° 09' 41 N e 88° 34' 08 E.

## Società

### Evoluzione demografica
Al censimento del 2001 la popolazione di Cooper's Camp assommava a 17.755 persone, delle quali 9.020 maschi e 8.735 femmine. I bambini di età inferiore o uguale ai sei anni assommavano a 1.979, dei quali 1.002 maschi e 977 femmine. Infine, coloro che erano in grado di saper almeno leggere e scrivere erano 11.607, dei quali 6.555 maschi e 5.052 femmine.